# Cormicy
Cormicy község Franciaország Grand Est régiójában, Marne megyében. Lakosainak száma 1504 fő (2022. január 1.). Cormicy Cauroy-lès-Hermonville, Bouvancourt, Berry-au-Bac, Aguilcourt, Concevreux, Roucy, Berméricourt, Bouffignereux, Condé-sur-Suippe és Pontavert községekkel határos.
2017. január 1-jén a régi Cormicy egyesült Gernicourt korábbi községgel. Az így létrejött új község neve szintén Cormicy lett.

## Népesség
A település népességének változása:
| Lakosok száma | 1458 | 1476 | 1485 | 1487 | 1503 | 1509 | 1504 |
|               | 2015 | 2017 | 2018 | 2019 | 2020 | 2021 | 2022 |